# Пивная кружка

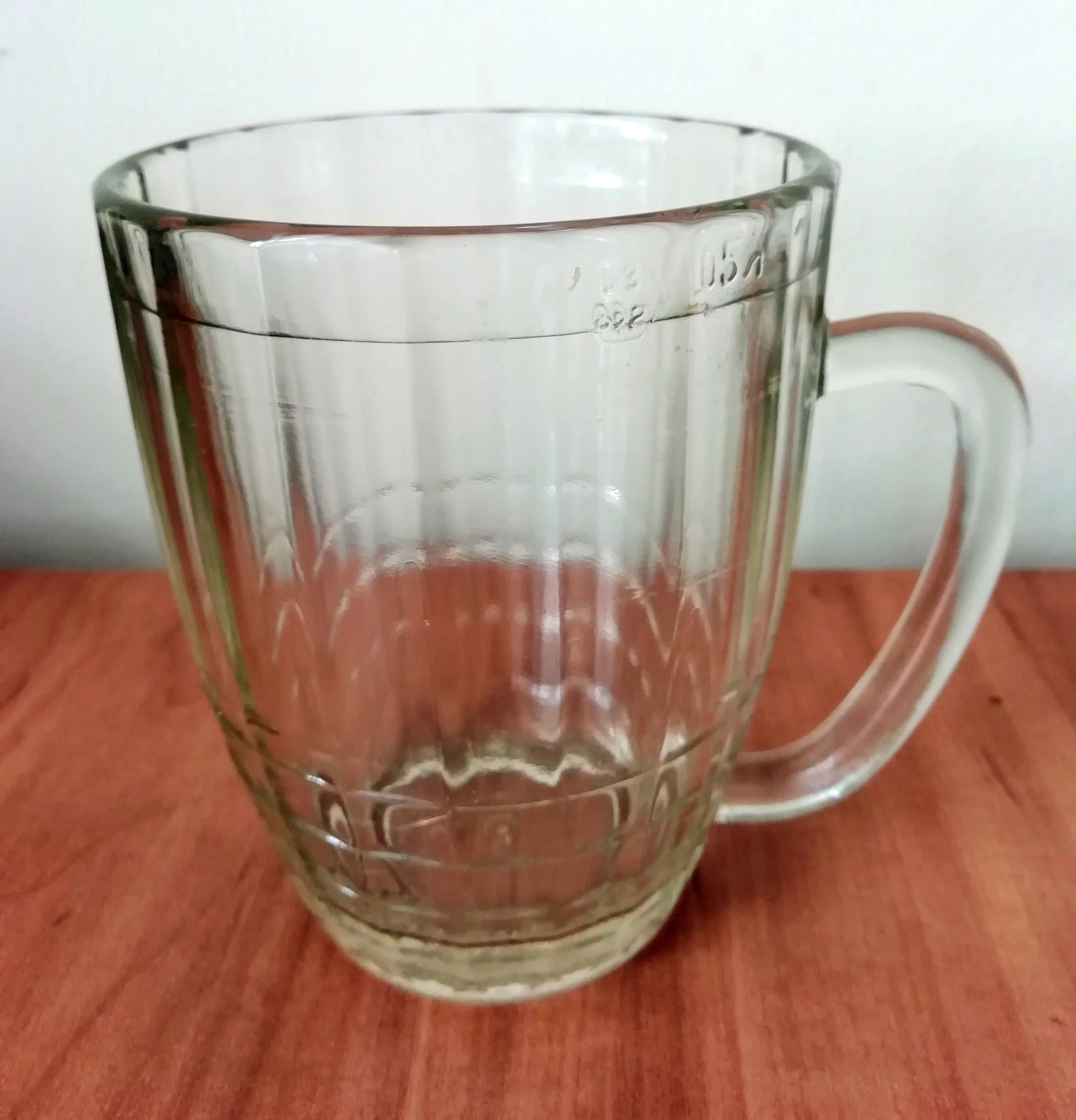
Советская пивная кружка объёмом 0,5 литра

Пивна́я кру́жка — стеклянная, керамическая либо фарфоровая кружка для употребления пива. Ёмкость обычно — 0,33 л, 0,4 л, 0,5 л, 0,6 (пинта), 1 литр (в СССР кружки, как правило, были объёмом в пол-литра, характерного стандартного дизайна).
На пивную кружку нередко наносится символика пивоваренной компании или сорта пива, поэтому кружки зачастую используются производителями пива для продвижения своего товара на рынке путём поставки торговым предприятиям. Также такие кружки разыгрываются ими в ходе различных рекламных акций.
В домашних условиях кружку можно охлаждать перед применением в морозильнике, однако стоит это делать лишь в течение малого (10-15 мин.) времени, либо же обернутую в полиэтилен (дело в том, что в случае длительно нахождения там на стенках бокала образуется стойкая изморозь с характерным «запахом холодильника», от прочих хранимых там продуктов, которая при наливании пива может подпортить его вкус).

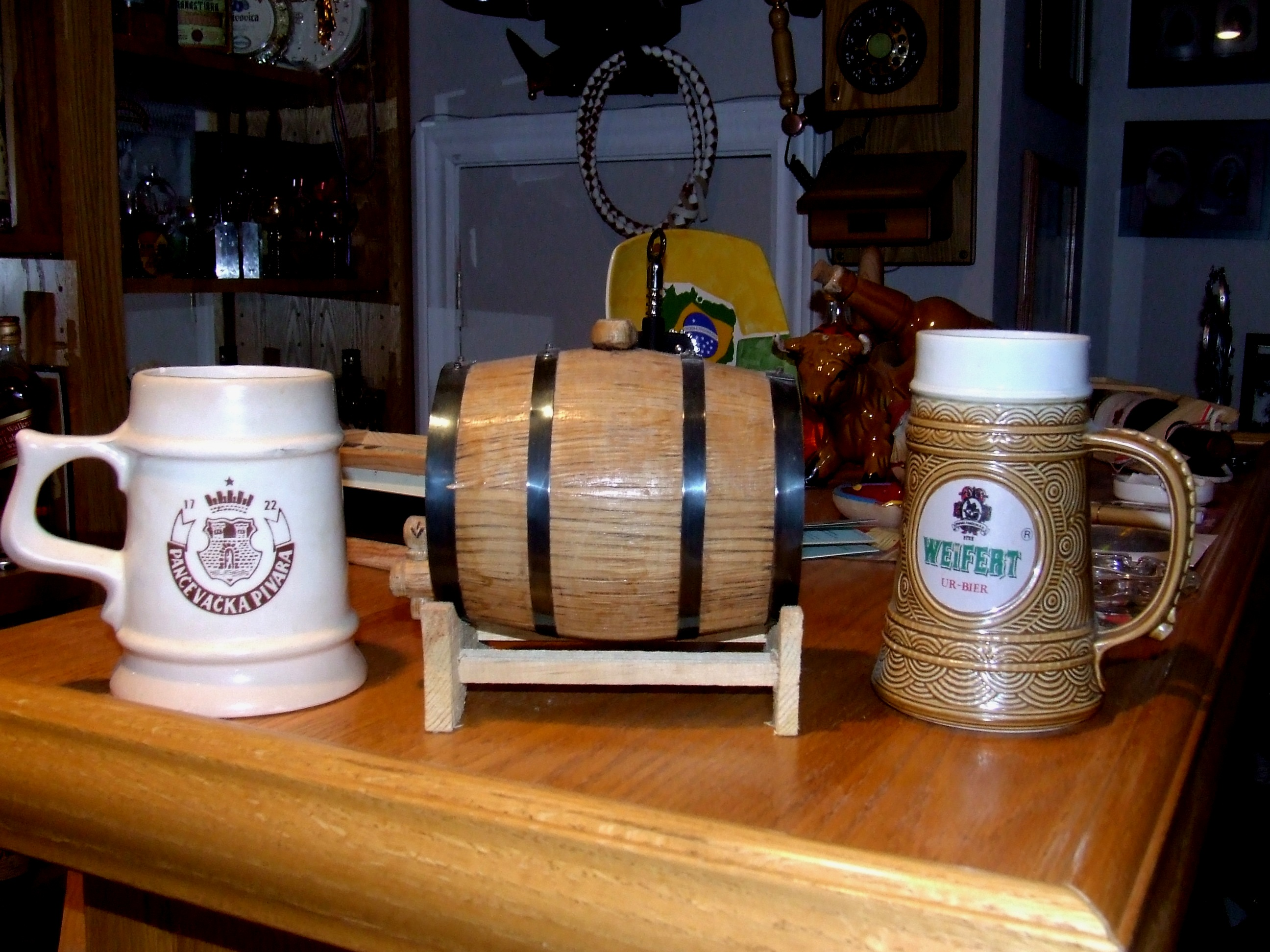
Литровые керамические пивные кружки
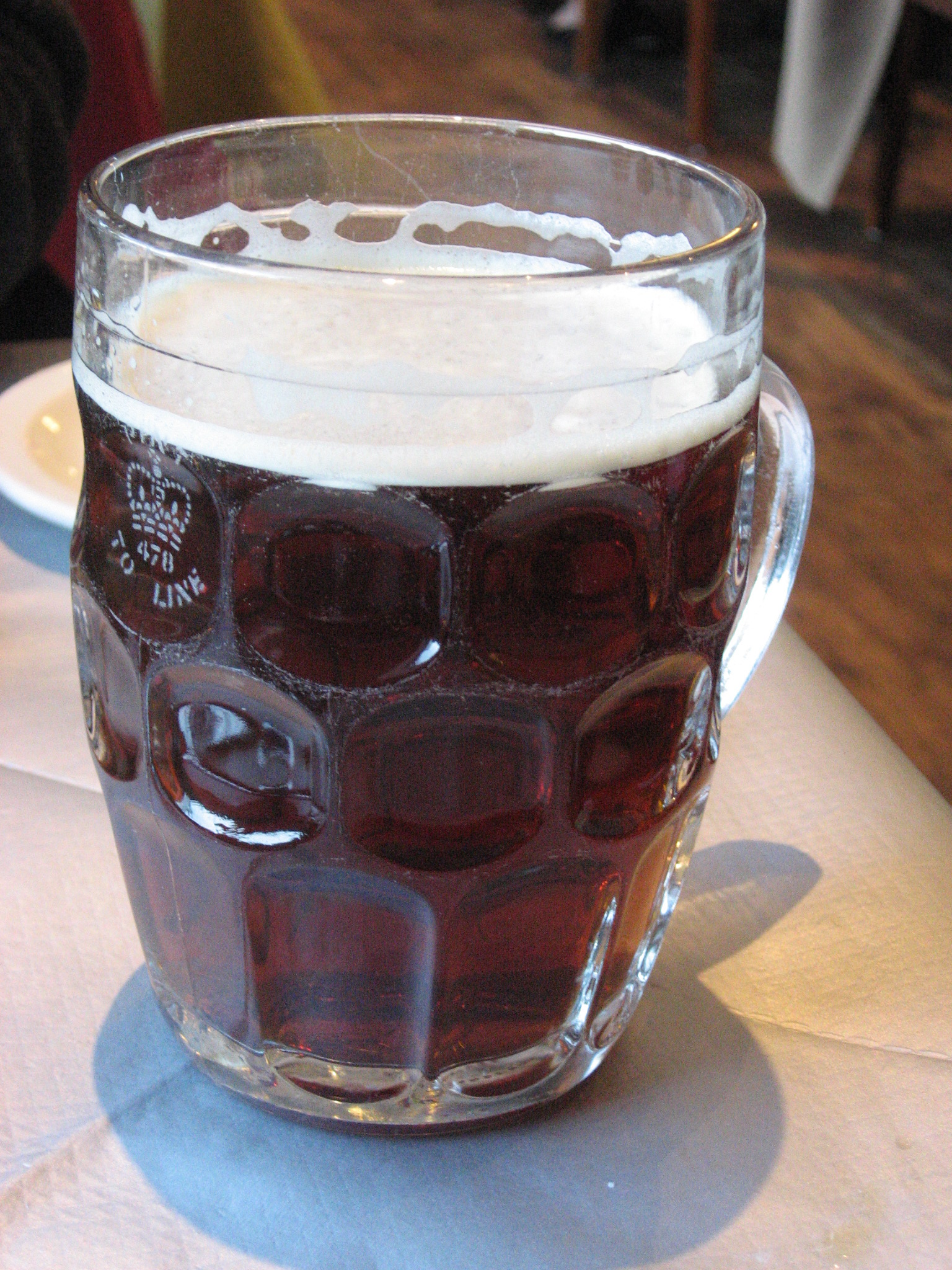
Классическая стеклянная кружка
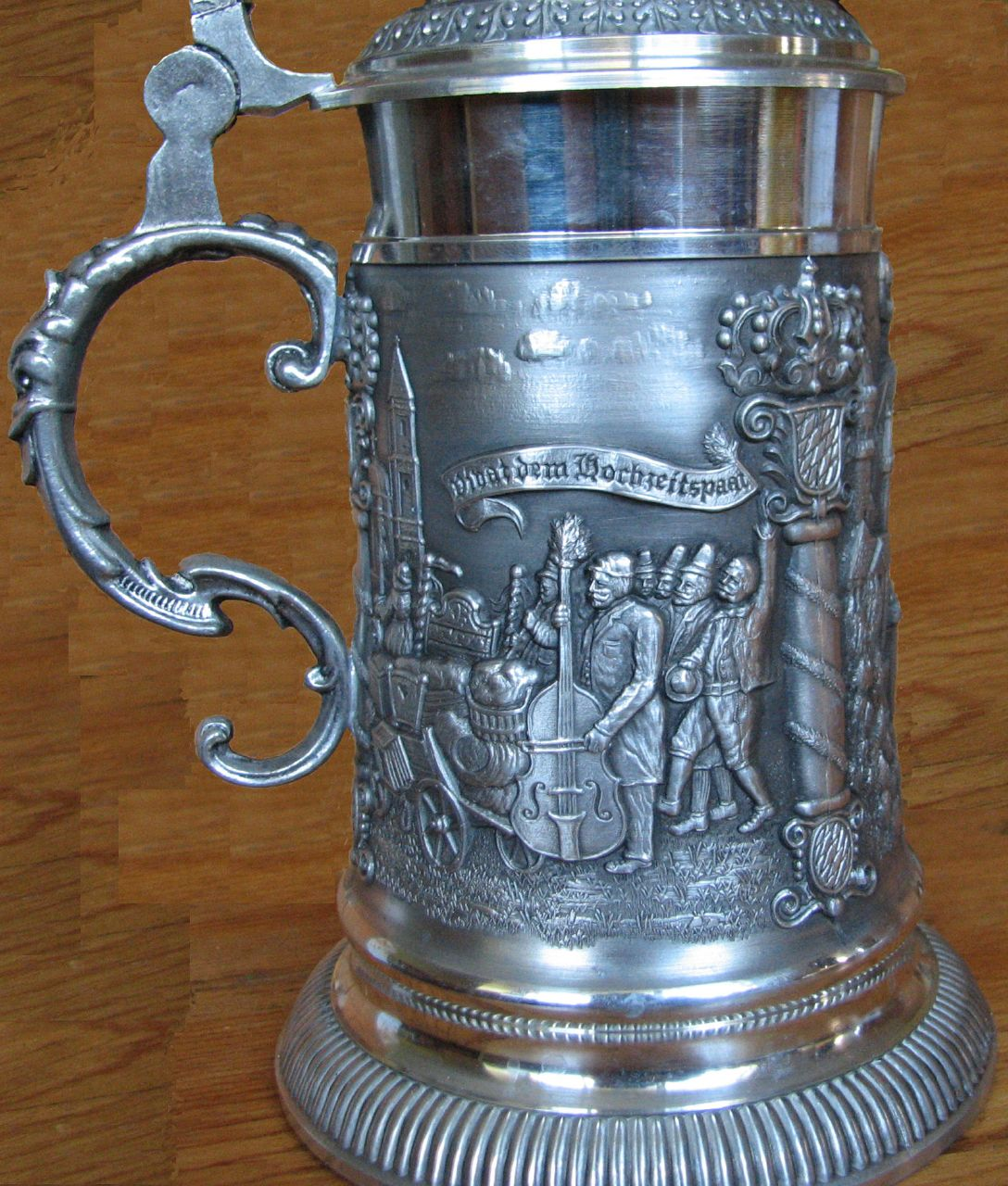
Металлическая пивная кружка с крышкой
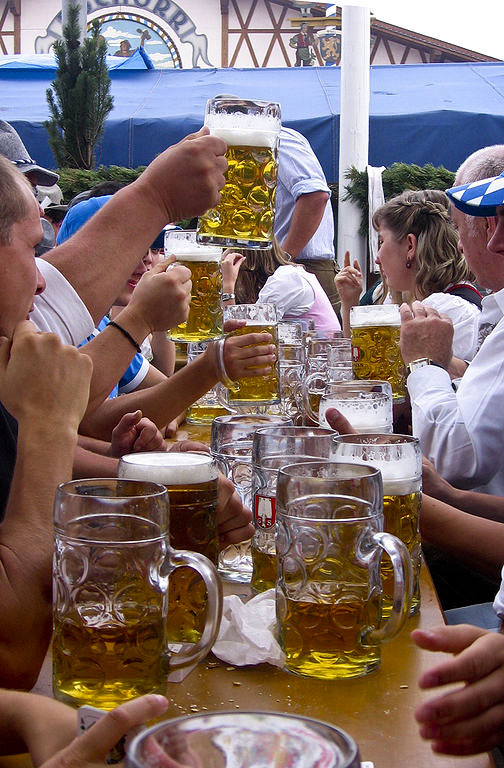
Литровые пивные кружки на Октоберфесте
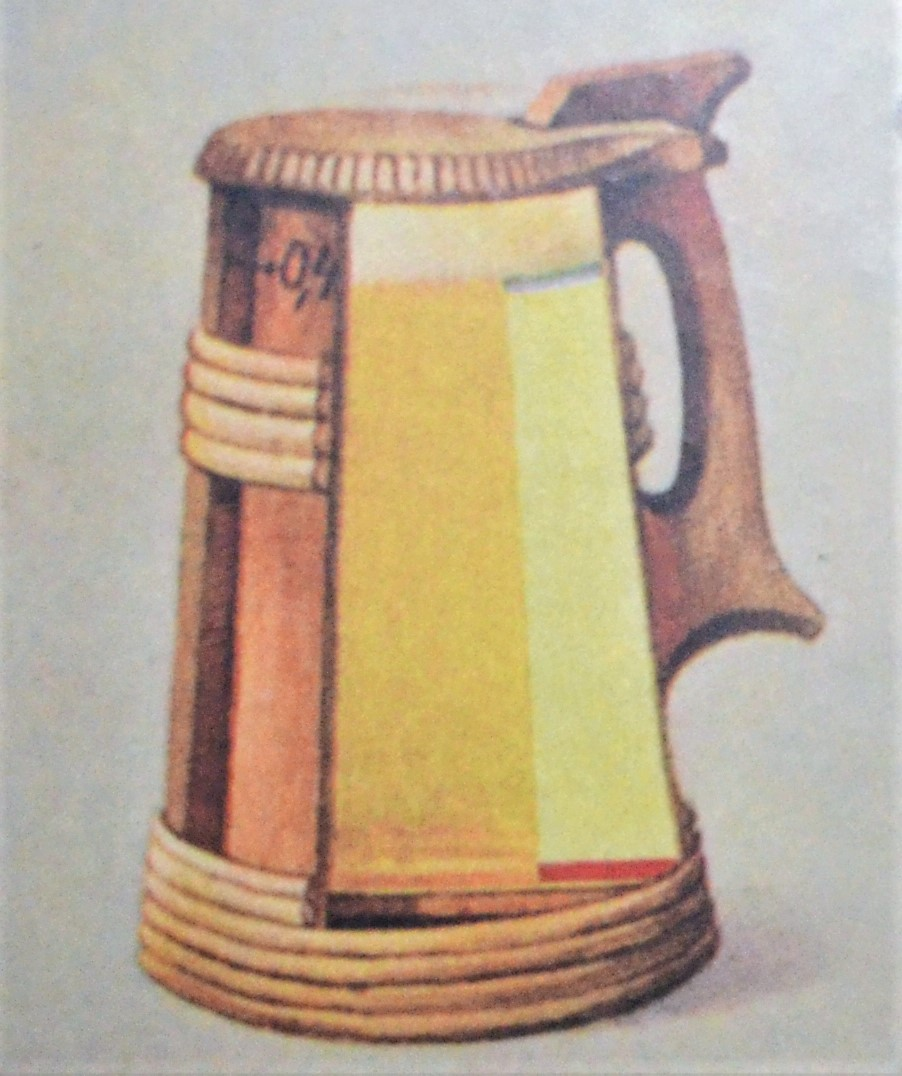
Деревянная пивная кружка, Галиция